# Vịnh Davao
Vịnh Davao là một vịnh ở đông nam Mindanao ở Philippines. Vịnh có diện tích 308.000 hecta. Vịnh Davao cắt vào đảo Mindanao từ biển Philippines. Xung quanh vịnh là năm tỉnh trong vùng Davao. Đảo lớn nhất trong vịnh là đảo Samal. Thành phố Davao, nằm ở bờ biển tây của vịnh, là thành phố lớn nhất và là cảng lớn nhất trong vịnh này. Người Bagobo, một bộ lác ở Davao, sinh sống trong vịnh Davao. Với sự khuyến khích của chính quyền thành phố Davao đối với công nghệ thông tin và các dịch vụ hỗ trợ CNTT (ITES), thành phố Davao và vùng Vịnh Davao cũng đã giành được biệt danh vịnh Silicon.